# Província de Hōki

Mapa das províncias japonesas (1868) com a província de Hōki em destaque

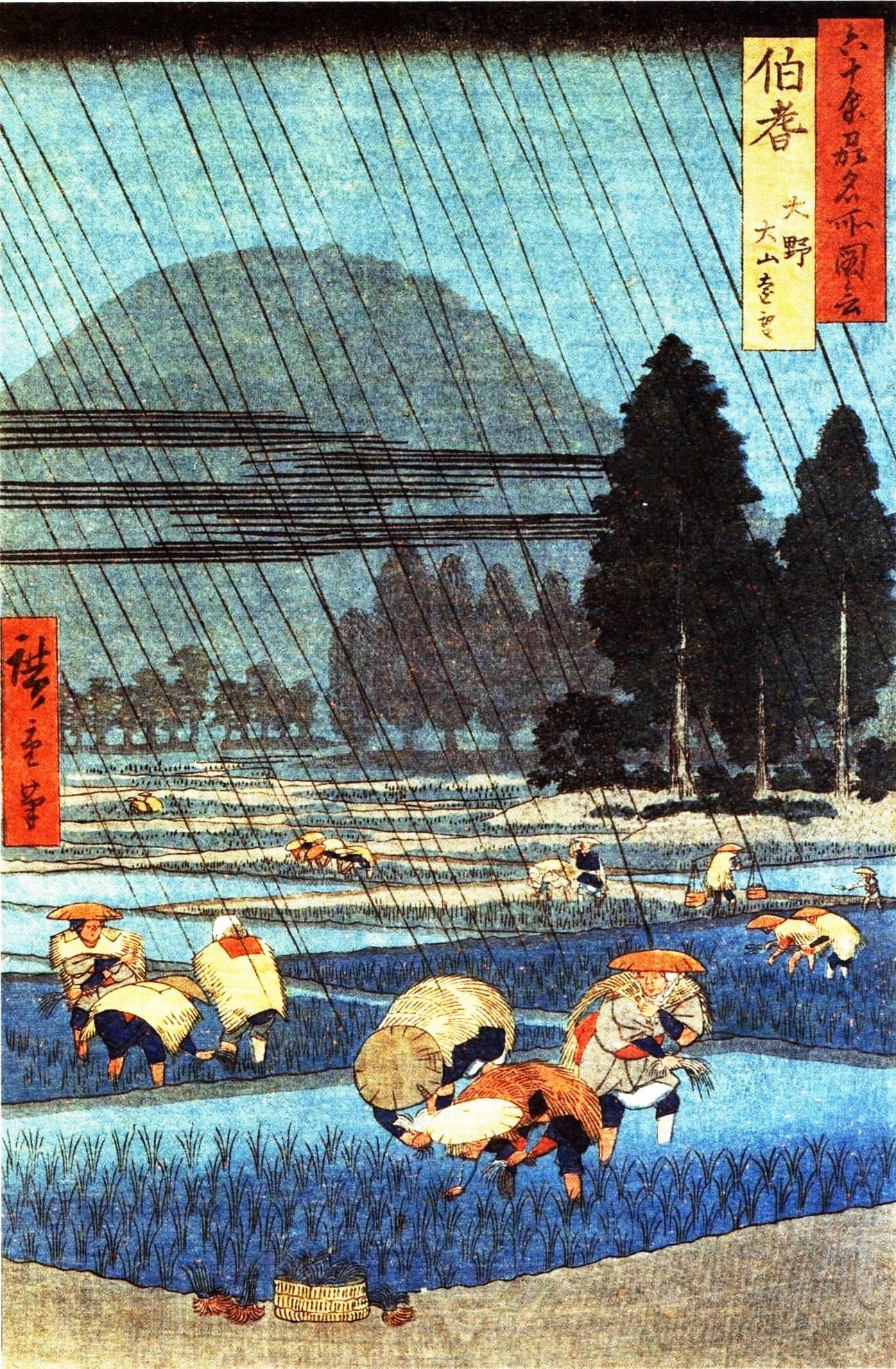
Hiroshige (1797-1858):Arrozal na província de Hōki

 Hōki  (伯耆国; Hōki no kuni) foi uma antiga província do Japão  na área que atualmente é o oeste da prefeitura de Tottori. Hōki fazia fronteira com as províncias de Inaba, Mimasaka, Bitchū, Bingo e Izumo.
A antiga capital ficava na área da atual Kurayoshi, e a cidade do maior castelo, em Yonago.

## Governadores
- Yamanoue no Okura - (721 - 726)